# Laufbahngruppe
In Laufbahngruppen sind in Deutschland Laufbahnen der Beamten und Soldaten zusammengefasst, die gleichwertige Vor- und Ausbildungen voraussetzen.

## Soldaten
Maßgebliche Rechtsgrundlage für die Laufbahngruppen der Soldaten ist die Soldatenlaufbahnverordnung (SLV). Demnach gibt es drei Laufbahngruppen:
1. Laufbahngruppe der Mannschaften
2. Laufbahngruppe der Unteroffiziere[1]
3. Laufbahngruppe der Offiziere

Jede Laufbahn der Bundeswehr ist einer Laufbahngruppe zugeordnet. (§ 3 SLV) Die Zuordnung ergibt sich aus Anlage 3 (zu § 3) der SLV. Die Laufbahngruppe der Mannschaften umfasst sechs Laufbahnen, die der Unteroffiziere 16 (aufgeteilt in sechs Laufbahnen der Fachunteroffiziere und zehn Laufbahnen der Feldwebel) und die der Offiziere zehn Laufbahnen. Insgesamt gibt es 32 Laufbahnen, davon 16 Laufbahnen der Reserve. In den folgenden drei Abschnitten sind diese der Übersicht halber ausgespart.

### Mannschaften
Die Laufbahngruppe der Mannschaften umfasst folgende Laufbahnen:
1. Laufbahn der Mannschaften des Truppendienstes,
2. Laufbahn der Mannschaften des Sanitätsdienstes,
3. Laufbahn der Mannschaften des Militärmusikdienstes

### Unteroffiziere
Die Laufbahngruppe der Unteroffiziere unterteilt sich in die Laufbahnen der Fachunteroffiziere und die Laufbahnen der Feldwebel:
Laufbahnen der Fachunteroffiziere sind
1. Laufbahn der Fachunteroffiziere des allgemeinen Fachdienstes,
2. Laufbahn der Fachunteroffiziere des Sanitätsdienstes,
3. Laufbahn der Fachunteroffiziere des Militärmusikdienstes.

Laufbahnen der Feldwebel:
1. Laufbahn der Feldwebel des Truppendienstes,
2. Laufbahn der Feldwebel des Sanitätsdienstes,
3. Laufbahn der Feldwebel des Militärmusikdienstes,
4. Laufbahn der Feldwebel des Geoinformationsdienstes der Bundeswehr,
5. Laufbahn der Feldwebel des allgemeinen Fachdienstes.

### Offiziere
Die Laufbahngruppe der Offiziere umfasst folgende Laufbahnen:
1. Laufbahn der Offiziere des Truppendienstes,
2. Laufbahn der Offiziere des Sanitätsdienstes,
3. Laufbahn der Offiziere des Militärmusikdienstes,
4. Laufbahn der Offiziere des Geoinformationsdienstes der Bundeswehr,
5. Laufbahn der Offiziere des militärfachlichen Dienstes.

### Reservelaufbahnen
Zu jeder der oben aufgeführten Laufbahnen der drei Laufbahngruppen gibt es eine Laufbahn der Reserve.

## Bundesbeamte
Maßgebliche Rechtsgrundlage für die Laufbahngruppen der Bundesbeamten ist die Bundeslaufbahnverordnung (BLV). Es existieren vier Laufbahngruppen, die gleichwertige Vor- und Ausbildungen voraussetzen:
1. Einfacher Dienst (Eingangsamt der Besoldungsgruppe A 3 oder A 4)
2. Mittlerer Dienst (Eingangsamt der Besoldungsgruppe A 6 (nichttechnischer Dienst, im technischen Dienst und im Zolldienst auch A 7)
3. Gehobener Dienst (Eingangsamt der Besoldungsgruppe A 9)
4. Höherer Dienst (Eingangsamt der Besoldungsgruppe A 13)

In den Laufbahngruppen können folgende Laufbahnen, die verwandte Vor- und Ausbildungen voraussetzen, eingerichtet werden:
1. nichttechnischer Verwaltungsdienst,
2. technischer Verwaltungsdienst,
3. sprach- und kulturwissenschaftlicher Dienst,
4. naturwissenschaftlicher Dienst,
5. agrar-, forst- und ernährungswissenschaftlicher sowie tierärztlicher Dienst,
6. ärztlicher und gesundheitswissenschaftlicher Dienst,
7. sportwissenschaftlicher Dienst,
8. kunstwissenschaftlicher Dienst.

Zudem bestehen beim Bund noch die Sonderlaufbahnen des Auswärtigen Dienstes, des Polizeivollzugsdienstes (Bundespolizei), des Kriminaldienstes (Bundeskriminalamt) und des Bankdienstes (Deutsche Bundesbank). Auslaufend sind die Laufbahnen der Beamten beim Bundeseisenbahnvermögen und der Beamten bei den Postnachfolgeunternehmen.
Eingerichtet sind zumindest:
- In der Laufbahngruppe des einfachen Dienstes:
  - einfacher nichttechnischer Dienst
  - einfacher technischer Dienst
  - Laufbahn der Betriebsaufseher (auslaufend)
  - einfacher nichttechnischer Postverwaltungsdienst (auslaufend)
  - einfacher technischer Postverwaltungsdienst (auslaufend)

- In der Laufbahngruppe des mittleren Dienstes:
  - mittlerer nichttechnischer Dienst
  - mittlerer technischer Dienst
  - mittlerer sprach- und kulturwissenschaftlicher Dienst
  - mittlerer naturwissenschaftlicher Dienst (Mittlerer Wetterdienst des Bundes)
  - mittlerer agrar-, forst- und ernährungswissenschaftlicher Dienst
  - mittlerer auswärtiger Dienst
  - mittlerer Polizeivollzugsdienst
  - mittlerer Bankdienst
  - Laufbahn der Bundesbahnsekretäre (auslaufend)
  - Laufbahn der Lokomotivführer (auslaufend)
  - Laufbahn der Werkmeister (auslaufend)
  - mittlerer nichttechnischer Postverwaltungsdienst (auslaufend)
  - mittlerer technischer Postverwaltungsdienst (auslaufend)

- In der Laufbahngruppe des gehobenen Dienstes:
  - gehobener nichttechnischer Verwaltungsdienst
  - gehobener technischer Verwaltungsdienst
  - gehobener sprach- und kulturwissenschaftlicher Dienst
  - gehobener naturwissenschaftlicher Dienst (Gehobener Wetterdienst des Bundes).
  - gehobener agrar-, forst- und ernährungswissenschaftlicher Dienst
  - gehobener auswärtiger Dienst
  - gehobener Polizeivollzugsdienst
  - gehobener Kriminaldienst
  - gehobener Bankdienst
  - Laufbahn der Bundesbahninspektoren (auslaufend)
  - Laufbahn der technischen Bundesbahninspektoren (auslaufend)
  - gehobener nichttechnischer Postverwaltungsdienst (auslaufend)
  - gehobener technischer Postverwaltungsdienst (auslaufend)

- In der Laufbahngruppe des höheren Dienstes:
  - höherer nichttechnischer Verwaltungsdienst
  - höherer technischer Verwaltungsdienst
  - höherer sprach- und kulturwissenschaftlicher Dienst
  - höherer naturwissenschaftlicher Dienst
  - höherer agrar-, forst- und ernährungswissenschaftlicher sowie tierärztlicher Dienst
  - höherer ärztlicher und gesundheitswissenschaftlicher Dienst
  - höherer sportwissenschaftlicher Dienst
  - höherer kunstwissenschaftlicher Dienst
  - höherer auswärtiger Dienst
  - höherer Polizeivollzugsdienst
  - höherer Kriminaldienst
  - höherer Bankdienst
  - Laufbahn des höheren allgemeinen Verwaltungsdienstes (auslaufend)
  - Laufbahn des höheren bautechnischen Verwaltungsdienstes (auslaufend)
  - höherer nichttechnischer Postverwaltungsdienst (auslaufend)
  - höherer technischer Postverwaltungsdienst (auslaufend)

Mit der Neufassung der BLV konnten zunächst neun Laufbahnen je Laufbahngruppe (zzgl. der zwei Sonderlaufbahnen: 11) eingerichtet werden. Mit der Fassung der BLV vom 27. Januar 2017 wurde die Laufbahn des agrar-, forst- und ernährungswissenschaftlichen Dienstes mit dem tierärztlichen Dienst zusammengelegt.
Welche Ämter im statusrechtlichen Sinne zu den Laufbahnen der Laufbahngruppen gehören, richtet sich nach Anlage 1 (zu § 9 Absatz 1) BLV. Demnach gehören zu der Laufbahngruppe des einfachen Dienstes die Ämter der Besoldungsgruppen A 2 bis A 6, zum mittleren Dienst die Besoldungsgruppen A 6 bis A 9, zum gehobenen Dienst die Besoldungsgruppen A 9 bis A 13 und zum höheren Dienst die Besoldungsgruppen A 13 bis A 16 sowie alle Ämter der Besoldungsordnung B. Die Ämter der Besoldungsgruppen A 6, A 9 und A 13 sind sogenannte Verzahnungsämter, weil diese zwei Laufbahngruppen zugeordnet sind.
Nach Anlagen 1–3 (zu § 34) und Anlage 5 (zu § 2 Absatz 4) der Bundeslaufbahnverordnung in der Fassung der Bekanntmachung vom 2. Juli 2002 (BGBl. 2002 I S. 2954, 2671), die zuletzt durch Artikel 15 Absatz 28 des Gesetzes vom 5. Februar 2009 (BGBl. 2009 I S. 160) geändert worden ist, gab es wesentlich mehr Laufbahnen. Diese laufen seit der Neufassung der BLV 2009 aus. Anlage 4 (zu § 51 Absatz 1) BLV in aktueller Fassung enthält eine Übersicht, welche Laufbahnen den heutigen Laufbahnen entsprechen.